# Post Human: Survival Horror
Post Human: Survival Horror – minialbum brytyjskiego zespołu Bring Me The Horizon. Materiał ukazał się 30 października 2020 roku. Wydanie zostało wyprodukowane przez frontmana Olivera Sykesa, klawiszowca Jordana Fisha i kompozytora Micka Gordona. Post Human: Survival Horror jest pierwszym z czterech zaplanowanych minialbumów, które wspólnie utworzą jedną całość. Minialbum otrzymał pozytywne recenzje od krytyków muzycznych.

## Lista utworów
| Edycja standardowa | Edycja standardowa                                                                                        | Edycja standardowa |
| Nr                 | Tytuł utworu                                                                                              | Długość            |
| ------------------ | --- | ------------------ |
| 1.                 | „Dear Diary,”                                                                                             | 3:44               |
| 2.                 | „Parasite Eve”                                                                                            | 4:51               |
| 3.                 | „Teardrops”                                                                                               | 3:35               |
| 4.                 | „Obey” (feat. Yungblud)                                                                                   | 3:40               |
| 5.                 | „Itch For The Cure (When We Will Be Free?)”                                                               | 1:26               |
| 6.                 | „Kingslayer” (feat. Babymetal)                                                                            | 3:38               |
| 7.                 | „1x1” (feat. Nova Twins)                                                                                  | 3:29               |
| 8.                 | „Ludens”                                                                                                  | 4:40               |
| 9.                 | „One Day The Only Butterflies Left Will Be In Your Chest As You March Towards Your Death” (feat. Amy Lee) | 4:03               |
|                    | | 33:06              |

| Bonusowe utwory w wersji japońskiej | Bonusowe utwory w wersji japońskiej | Bonusowe utwory w wersji japońskiej |
| Nr                                  | Tytuł utworu                        | Długość                             |
| ----------------------------------- | ----------------------------------- | ----------------------------------- |
| 1.                                  | „Mantra” (live in Tokyo)            | 4:23                                |
| 2.                                  | „Medicine” (live in Tokyo)          | 3:50                                |
| 3.                                  | „Ludens” (live in Tokyo)            | 5:58                                |
|                                     |                                     | 14:11                               |

## Certyfikaty i sprzedaż
| Kraj                  | Certyfikat  | Sprzedaż |
| --------------------- | ----------- | -------- |
| Polska (ZPAV)         | złota płyta | 10 000+  |
| Wielka Brytania (BPI) | złota płyta | 100 000+ |